# Saraba
Saraba est une commune rurale située dans le département de Samogohiri de la province de Kénédougou dans la région des Hauts-Bassins au Burkina Faso.

## Géographie
Saraba est localisé à 10 km au sud-est de Samogohiri.

## Santé et éducation
Le centre de soins le plus proche de Saraba est le centre de santé et de promotion sociale (CSPS) de Samogohiri.